# Vita Drin
Vita Drin (albanska: Drini i Bardhë; är en cirka 140 kilometer lång flod som rinner från Kosovo genom norra Albanien tills den förenas  med Svarta Drin i Kukës och bildar floden Drin som mynnar ut i Adriatiska havet. Den nedersta delen av floden utgörs av vattenreservoaren Liqeni i Fierzës som försörjer Fierza kraftverk med vatten.

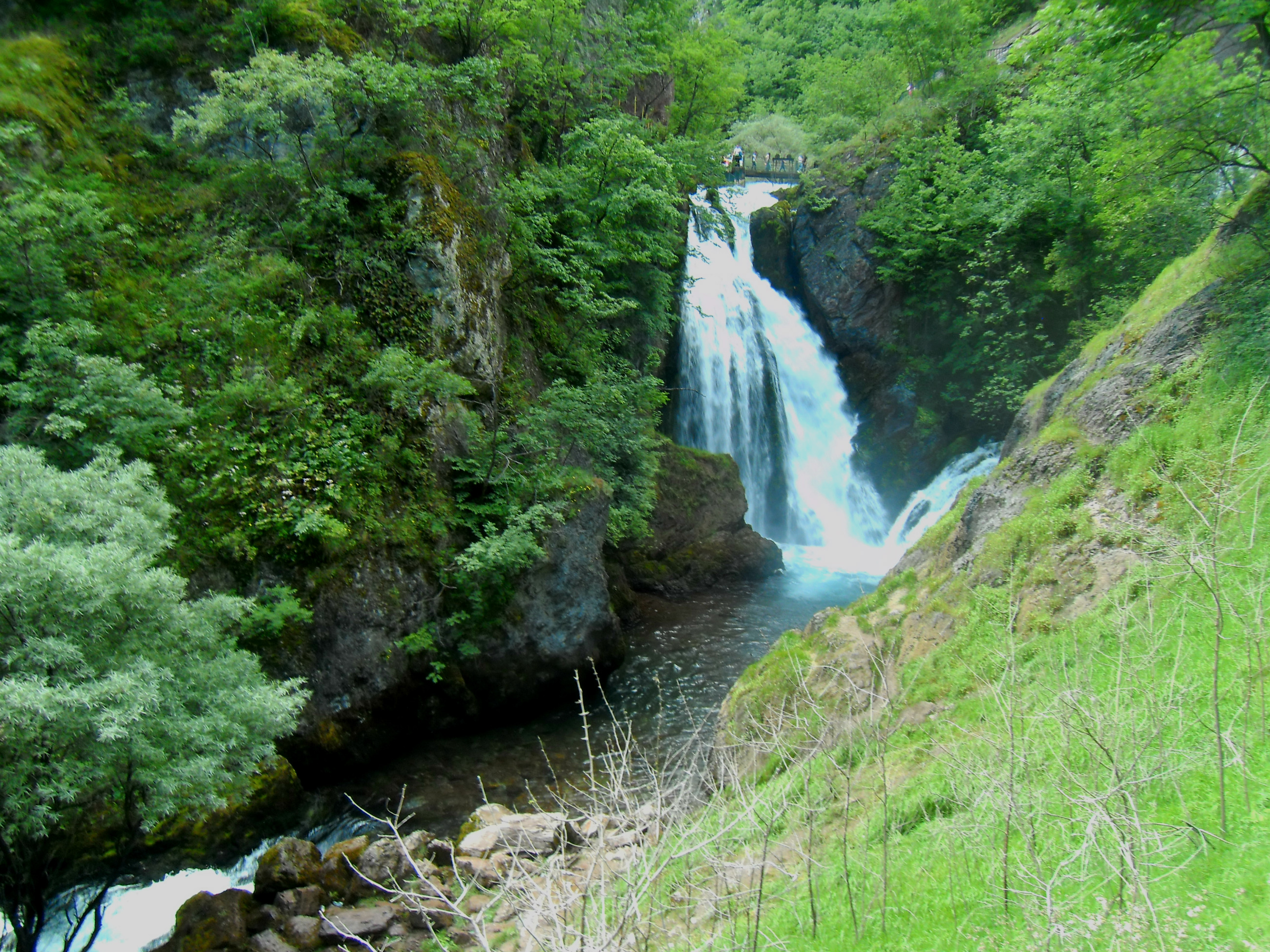
Vita Drins källa

Vita Drins källa är ett 25 meter högt vattenfall på 560 meters höjd på berget Zhleb norr om staden Peja i Kosovo. Den har ett avrinningsområde på 4 964 kvadratkilometer i ett karstområde på i medeltal 860 meters höjd.